# King County (Washington)
Das King County ist ein County im US-Bundesstaat Washington. Bei der Volkszählung im Jahr 2020 hatte das County 2.269.675 Einwohner und eine Bevölkerungsdichte von 412,1 Einwohnern pro Quadratkilometer. Der Sitz der Countyverwaltung (County Seat) befindet sich in Seattle.
Das King County liegt im Zentrum der Metropolregion Seattle.

## Geographie
Das King County liegt im mittleren Westen Washingtons zwischen dem Puget Sound und der Kaskadenkette. Das County hat eine Fläche von 5.974 Quadratkilometern, davon sind 5.506 Quadratkilometer Land- und 467 km² (7,82 %) Wasserfläche.
|               | Snohomish County | Chelan County   |
| Kitsap County |                  | Kittitas County |
|               | Pierce County    |                 |

### Nationale Schutzgebiete
- Snoqualmie National Forest
- Klondike Gold Rush National Historical Park

## Geschichte
Das County wurde am 22. Dezember 1852 aus ehemaligen Teilen des Thurston County gebildet. Benannt wurde es nach William R. King (1786–1853), dem 13. Vizepräsidenten der USA (1853).
Im Zweiten Weltkrieg produzierte im King County das Boeing Werk 2 zahlreiche Bomber.
Am 24. Februar 1986 wurde durch einen Bürgerentscheid der Präsident als Namensgeber durch den Bürgerrechtler Martin Luther King (1929–1968) ersetzt.

### Historische Objekte
- Östlich von Auburn befindet sich die historische Aaron Neely Mansion (NRHP-Bezeichnung: Aaron Neely Sr., Mansion). Das 1894 errichtete Herrenhaus wurde 1974 vom NRHP mit der Nummer 74001955 aufgenommen.[4]

## Demografische Daten

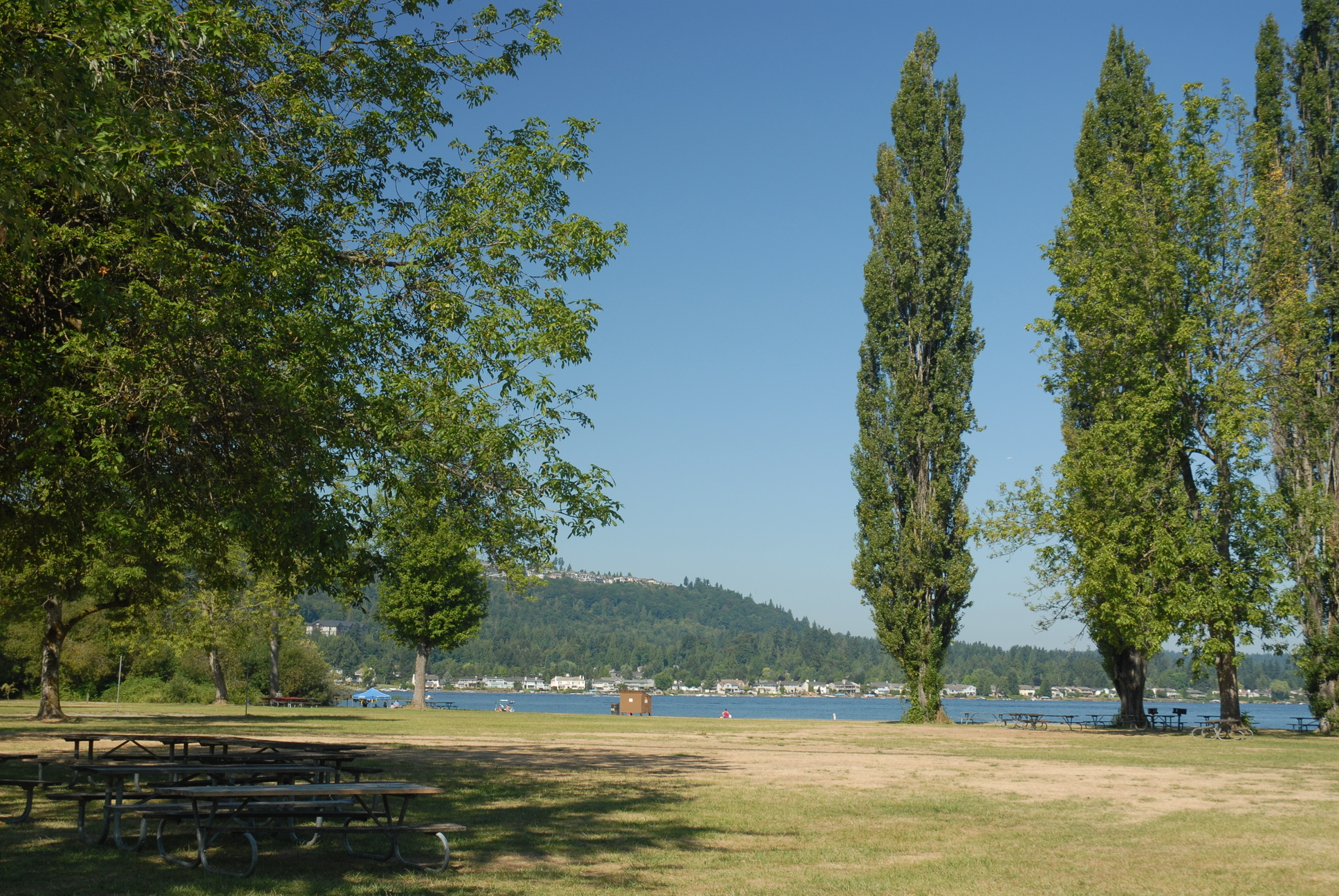
Der Lake Sammamish State Park

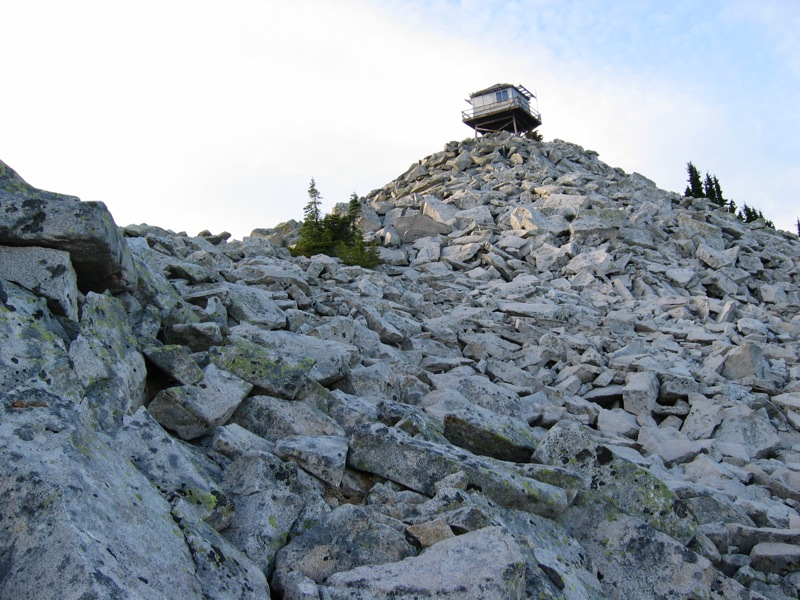
Der Granite Mountain

Nach der Volkszählung im Jahr 2010 lebten im King County 1.931.249 Menschen in 767.486 Haushalten. Die Bevölkerungsdichte betrug 350,7 Einwohner pro Quadratkilometer.
Ethnisch betrachtet setzte sich die Bevölkerung zusammen aus 68,7 Prozent Weißen, 6,2 Prozent Afroamerikanern, 0,8 Prozent amerikanischen Ureinwohnern, 14,6 Prozent Asiaten sowie aus anderen ethnischen Gruppen; 5,0 Prozent stammten von zwei oder mehr Ethnien ab. Unabhängig von der ethnischen Zugehörigkeit waren 8,9 Prozent der Bevölkerung spanischer oder lateinamerikanischer Abstammung.
In den 767.486 Haushalten lebten statistisch je 2,38 Personen.
21,4 Prozent der Bevölkerung waren unter 18 Jahre alt, 67,7 Prozent waren zwischen 18 und 64 und 10,9 Prozent waren 65 Jahre oder älter. 50,2 Prozent der Bevölkerung war weiblich.

Das jährliche Durchschnittseinkommen eines Haushalts lag bei 67.706 USD. Das Prokopfeinkommen betrug 37.797 USD. 9,8 Prozent der Einwohner lebten unterhalb der Armutsgrenze.

## Städte und Gemeinden
Citys
| - Algona - Auburn - Bellevue - Black Diamond - Bothell - Burien - Carnation | - Clyde Hill - Covington - Des Moines - Duvall - Enumclaw - Federal Way - Issaquah | - Kenmore - Kent - Kirkland - Lake Forest Park - Maple Valley - Medina - Mercer Island | - Milton - Newcastle - Normandy Park - North Bend - Pacific - Redmond - Renton | - Sammamish - SeaTac - Seattle - Shoreline - Snoqualmie - Tukwila - Woodinville |

Towns
- Beaux Arts Village
- Hunts Point
- Skykomish
- Yarrow Point

Census-designated places (CDP)
| - Ames Lake - Baring - Bryn Mawr - Skyway - Cascade - Fairwood - Cottage Lake | - East Hill - Meridiann - East Renton Highlands - Fall City - Hobart - Lake Marcel - Stillwater | - Lake Morton - Berrydale - Lakeland North - Lakeland South - Maple Heights - Lake Desire - Mirrormont | - Ravensdale - Riverbend - Tanner - Union Hill - Novelty Hill - Vashon Island - White Center |

andere Unincorporated Communitys
| - Burton - Bayne - Cumberland - Dockton - Ernie's Grove | - Grotto - Kangley - Palmer - Portage | - Preston - Seahurst - Selleck - Wellington |

1. 1 2 3  teilweise im Pierce County
2. ↑  teilweise im Snohomish County